# Pávaszemes késhal
A pávaszemes késhal (Chitala chitala) a sugarasúszójú halak (Actinopterygii) osztályának elefánthalak (Osteoglossiformes) rendjébe, ezen belül a késhalfélék (Notopteridae) családjába tartozó faj.

## Előfordulása
A pávaszemes késhal élőhelye India és egyéb délkelet-ázsiai országok. Kedvelt akváriumi hal. Mivel egyes, meggondolatlan emberek, akik megunták a halaikat, a környezetükben levő vizekbe eresztették őket, emiatt a pávaszemes késhal manapság az Amerikai Egyesült Államokban is megtalálható a szabadban. Dél-Floridában a horgászok sügérek helyett, nagy méretű pávaszemes késhalak fognak. Egyes országokban ínyencfalatnak számít ez a halfaj.

## Megjelenése
A hal hátsó részén fekete pöttyök vannak, a pettyek száma a hal korának előrehaladtával, egyre növekszik. Az akváriumban jól mutat. A kis hátúszója tollszerű. A szabadban legfeljebb 122 centiméter hosszú is lehet, míg fogságban, az akvárium méretétől függően csak 45,7-48,2 centiméteres lesz.

## Életmódja
A hal a szabadban kisebb halakkal táplálkozik, fogságban a pellettel is megelégszik.
A vadonban, trópusi, melegkedvelő halfaj, amely a 24-28 Celsius-fokos vizet szereti.

## Szaporodása
A pávaszemes késhal évente egyszer ívik. Helységtől függően május - augusztus között.

## Az akváriumban való tartása

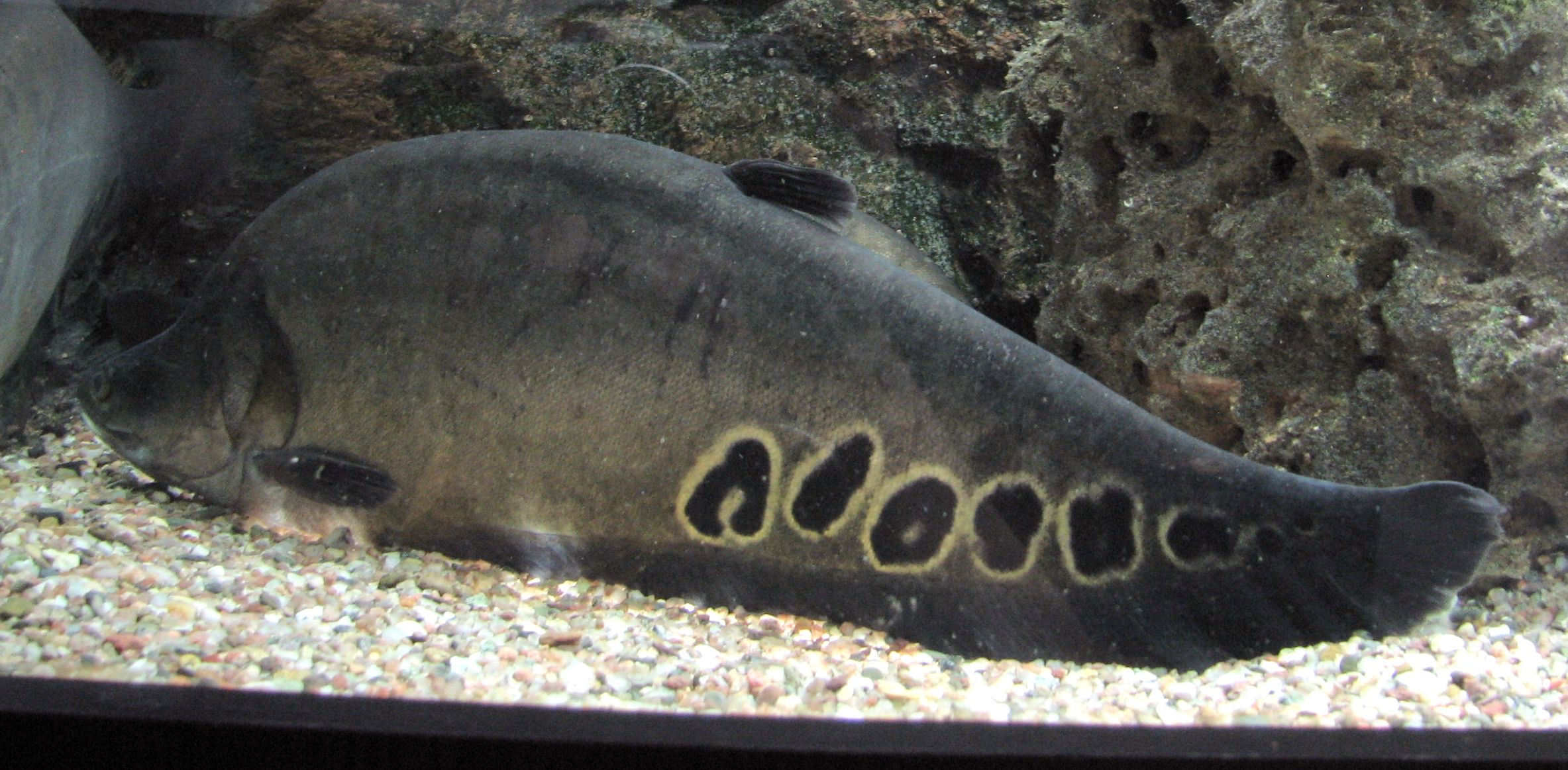

A pávaszemes késhal könnyen tartható az akváriumban. Az ivadéknak 10-40 gallonos tartály kell, míg a felnőttnek 55 gallonos akvárium szűkséges, de a megfelelő a 75 gallonos. Az ivadékot és a fiatal halakat csoportosan lehet tartani, de a kifejlett példányokat el kell választani egymástól, mivel területféltők, és halálosan is megsebezhetik egymást. Nincs rajtuk sok pikkely, és amik vannak is, gyengék. A pávaszemes késhal egyéb hallal táplálkozna a legszívesebben, de a pelletet is elfogadja. A pelletre való szoktatást jobb minél hamarább elkezdeni, mivel így tartása olcsóbb és a pellet is ugyanolyan jól táplálja, mint a halhús. Elkerülendő, hogy kisebb halakkal tartsátok egy akváriumban, mivel felfalhatja azokat. Ez a halfaj mindent felfal, ami befér a szájába. A legjobb, ha késhalfélékkel és egyéb hasonló méretű halakkal osztja meg az akváriumot.

### Fordítás
- Ez a szócikk részben vagy egészben  a   Chitala chitala című angol Wikipédia-szócikk fordításán alapul.  Az eredeti cikk szerkesztőit annak laptörténete sorolja fel. Ez a jelzés csupán a megfogalmazás eredetét és a szerzői jogokat jelzi, nem szolgál a cikkben szereplő információk forrásmegjelöléseként.